# فرناندو غوتيريز باريوس
فرناندو غوتيريز باريوس (بالإسبانية: Fernando Gutiérrez Barrios)‏ هو قاضي وسياسي مكسيكي، ولد في 26 أكتوبر 1927 في المكسيك، وتوفي في 30 أكتوبر 2000 بمدينة مكسيكو في المكسيك. حزبياً، نشط في الحزب الثوري المؤسساتي. انتخب وزير وانتخب Governor of Veracruz ‏.